# 邳庄镇
邳庄镇，是中华人民共和国山東省枣庄市台儿庄区下辖的一个乡镇级行政单位。

## 行政区划
邳庄镇下辖以下地区：
黄庄村、赵村、季庄村、斗沟村、苍庙村、边庄村、孟庄村、彭庄村、刘桥村、官庄村、前石佛村、小李庄村、尚庄村、涛沟桥村、邳庄村、燕子井村、黄林村、韩场村、大黄庄村、马庄村、秦庄村、贾园村、旗杆村、张楼村、小集子村和盘龙村。
邳庄镇位于枣庄市区东南部，地处苏鲁两省交界，坐落在京杭大运河畔，东、南与江苏省邳州市以陶沟河，运河为界。西，西南，西北与马兰屯镇，运河街道办事处，泥沟镇为邻，北与峄城区底阁镇接壤。东经117°44′26.18″—117°50′11.00″，北纬34°31′17.16″—34°38′25.61″。面积60平方千米，2017年人口3.3万，辖26个行政村，41个自然村。邳庄镇属暖温带大陆性季风气候区，全年平均气温14℃，年平均降水量794毫米。年平均日照时数2182.3小时。
2016年全镇生产总值、地方财政收入、固定资产投资分别完成17.5亿元、2029万元、11.2亿元。